# 2382 Nonie
2382 Nonie је астероид главног астероидног појаса са средњом удаљеношћу од Сунца која износи 2,760 астрономских јединица (АЈ).
Апсолутна магнитуда астероида је 11,4.